# Colis

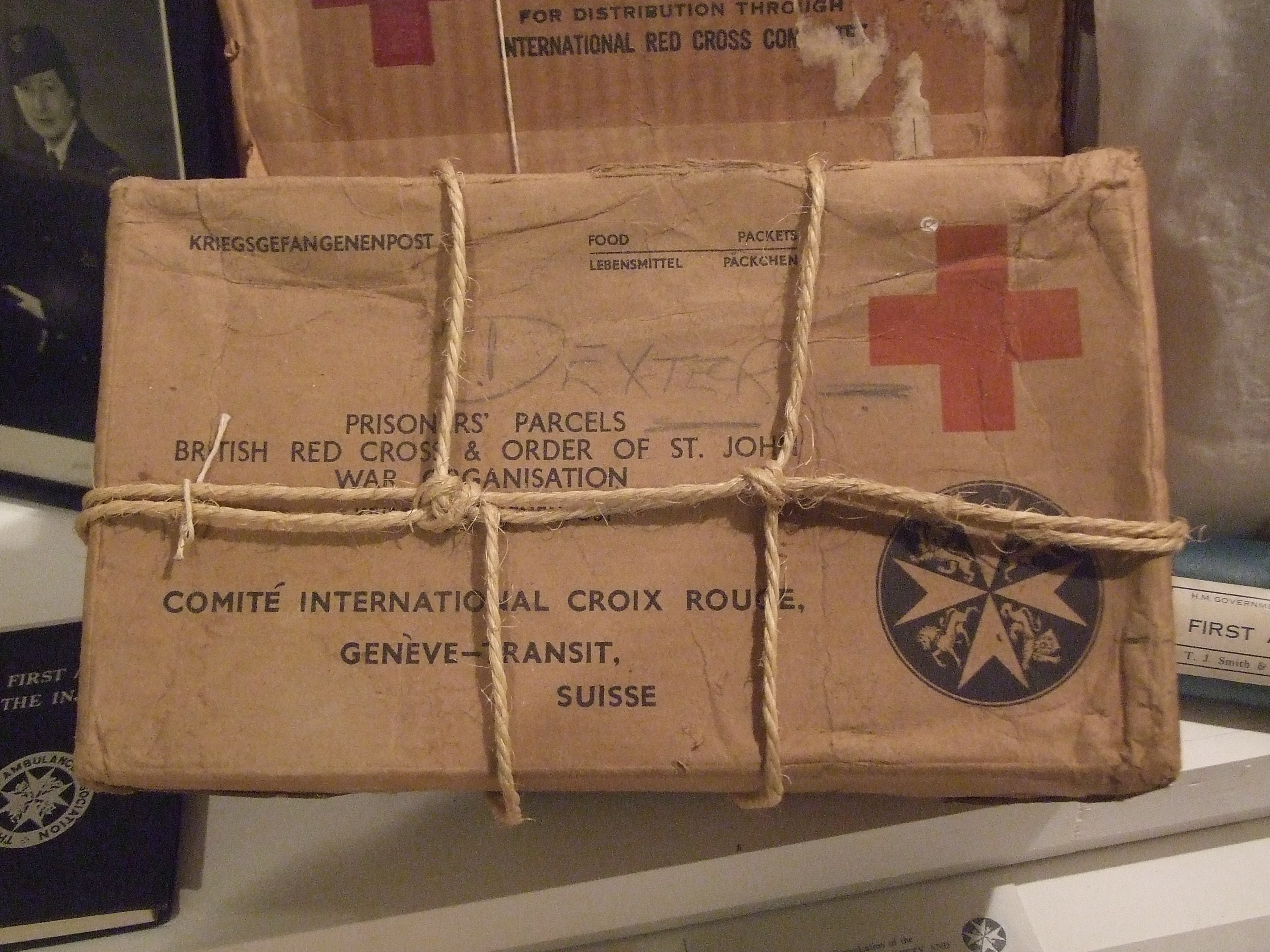
Colis de la Croix-Rouge.

Un colis est un paquet emballé et portant les nom et adresse du destinataire de façon à être acheminé par les services de la poste ou par un service de livraison expresse (transport routier) à son destinataire.
Dans le domaine du nucléaire, un colis est un emballage possédant un contenu radioactif. Il peut être conçu pour le transport de matières radioactives ou le stockage de déchets nucléaires.

## Histoire
Le mot est mentionné en 1723 comme étant en usage dans le négoce ; il viendrait de l'italien colli, pluriel de collo, signifiant « cou », charge portée sur le cou.
Aux États-Unis, l'envoi de colis postaux de plus de quatre livres (environ 1,8 kg) et jusqu'à cinquante livres (environ 23 kg) a été possible à partir de 1913. La réglementation ne précisant pas la nature des colis autorisés, quelques Américains en ont profité pour faire voyager leurs bébés ou jeunes enfants par colis postal à un coût nettement plus faible qu'un billet de train. Cette pratique, surnommée baby mail (« courrier de bébé »), a été interdite en 1915.